# Haubenschloßanlage

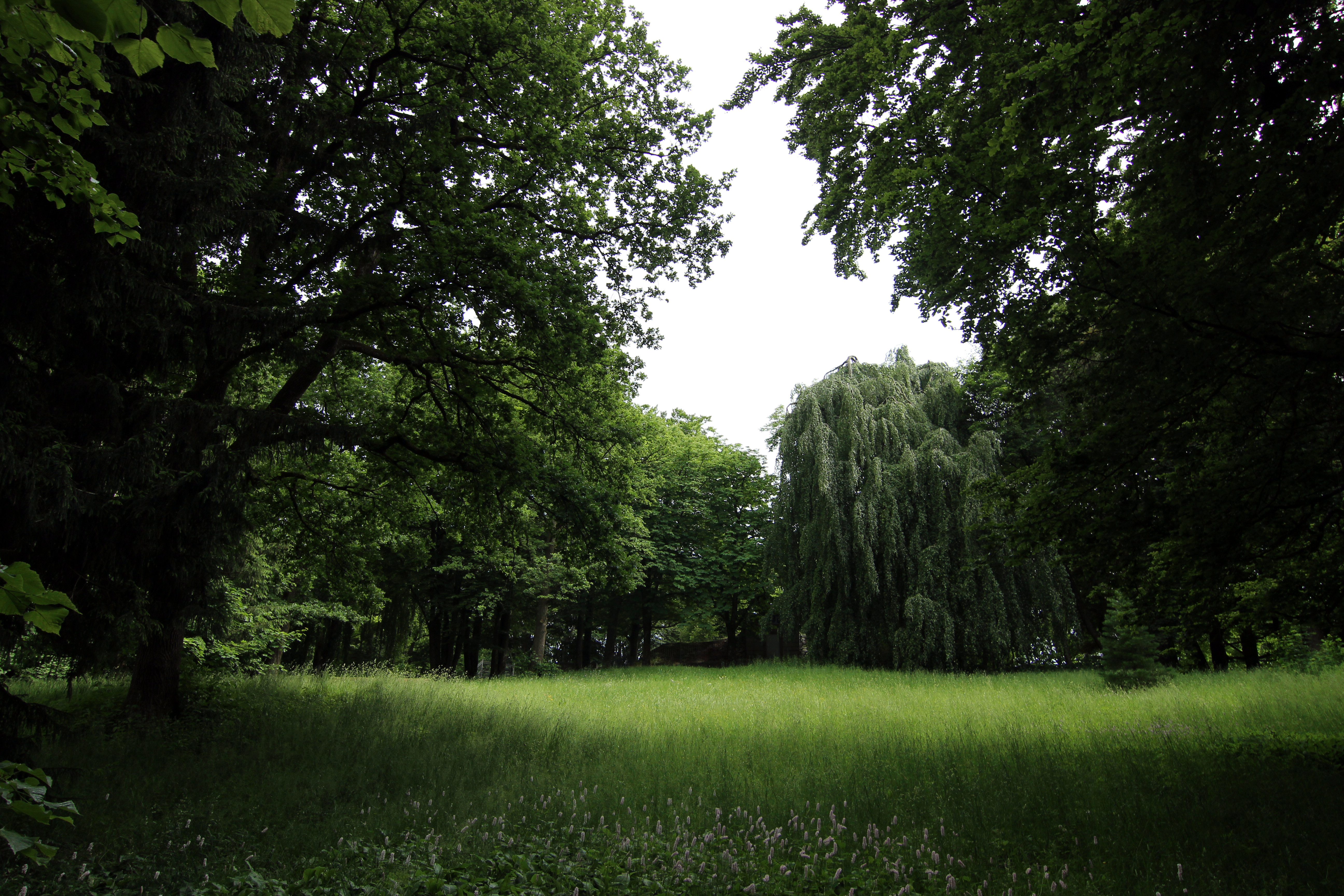
Haubenschloßanlage, Blick aufwärts zum Hochbehälter

Die Haubenschloßanlage (auch Haubenschloßpark und Hoefelmayrpark) ist ein Park im Südwesten von Kempten (Allgäu). Durch ihn führen der Vindelicier-, Alemannen- und Estionenweg.

## Geschichte
Angelegt wurde die Parkanlage durch den Stadtgärtner Dominikus Senn (1863–1915). Auf ihn sind sämtliche öffentliche Grünanlagen in Kempten bis zum Ausbruch des Ersten Weltkriegs zurückzuführen. Ausgangspunkt für den Park war der Hochbehälter Haubenschloß, der durch eine Baumbepflanzung geschützt werden sollte.
Seit dem Bau der Haubenschloßschule in den frühen 1950er Jahren, dem Bau des Allgäu-Gymnasiums in den späten 1960ern und dem Bau von mehrstöckigen Wohnhäusern in den 1970ern durch eine Wohnungsbaugesellschaft, ist die Parkanlage kleiner geworden. Früher bestand die Anlage daher aus zwei großen Parks: Dem Hoefelmayrpark gen Süden nach Adelharz, der nach dem Gründer der Käserei Edelweiss Karl Hoefelmayr benannt ist, sowie nördlich davon, um das Haubenschloß, der Haubenschloßpark.

## Bauwerke und Kleinarchitektur

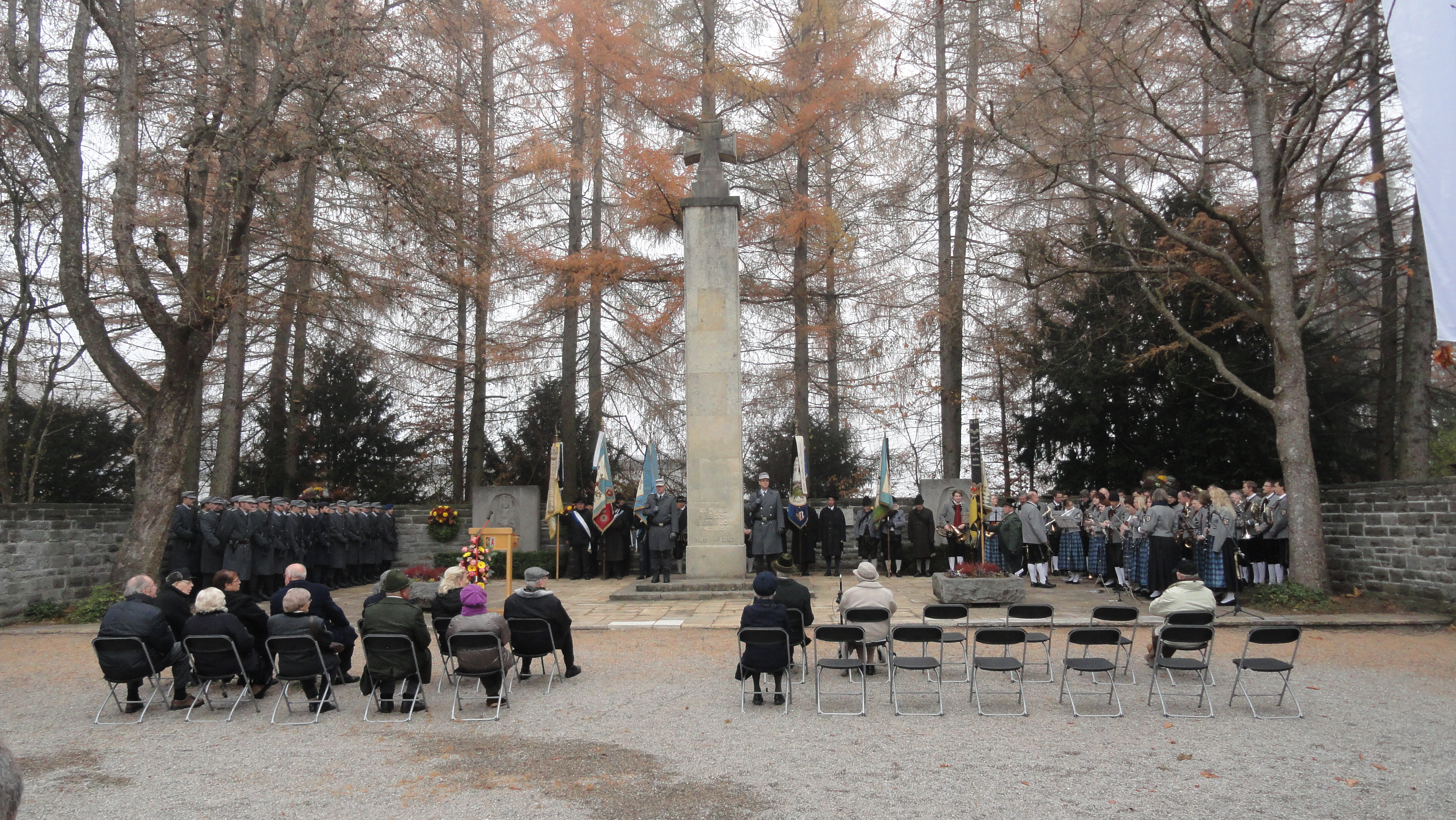
Jägerdenkmal am Audogarplatz
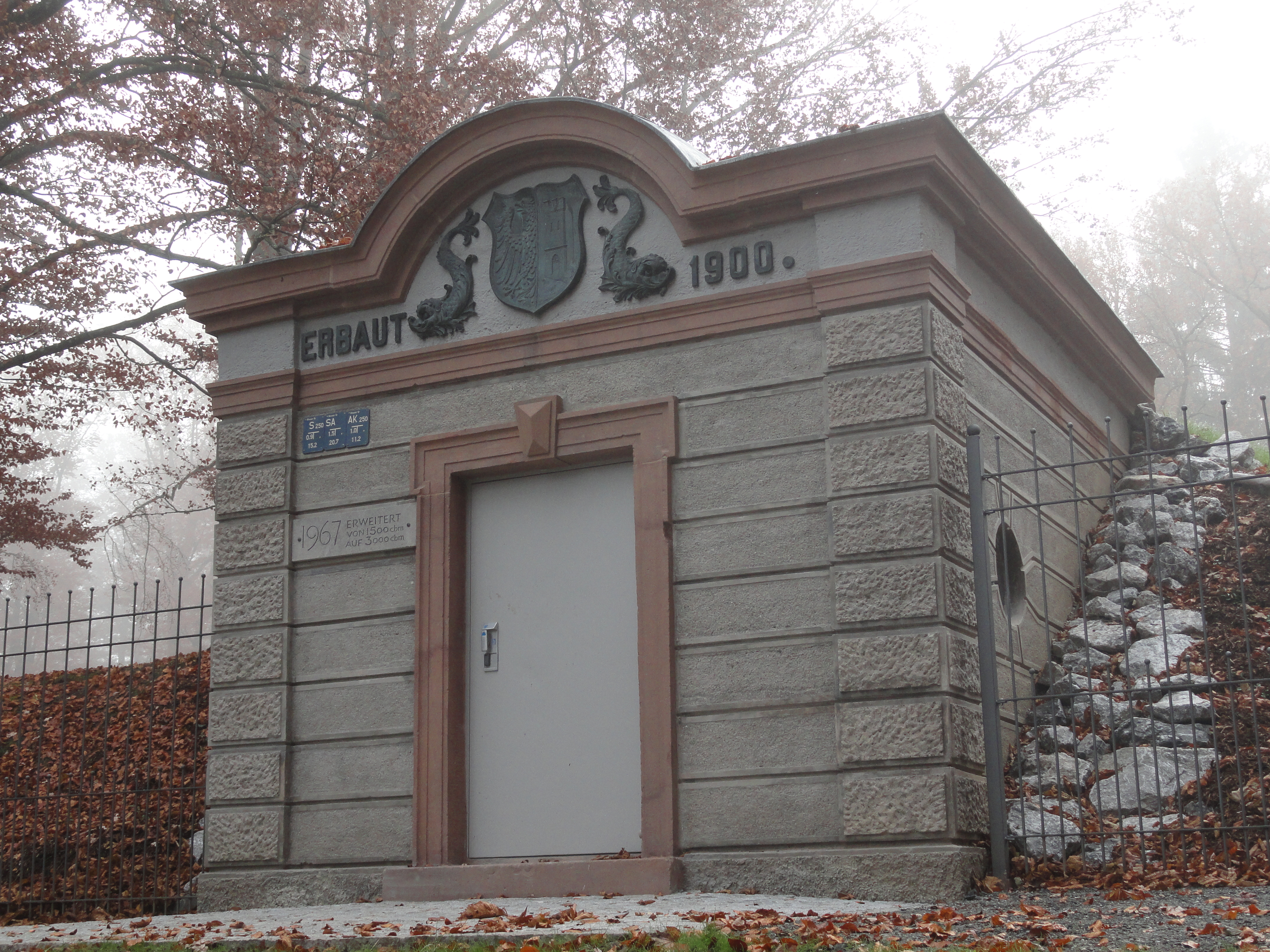
Hochbehälter Haubenschloß, erbaut im Jahr 1900
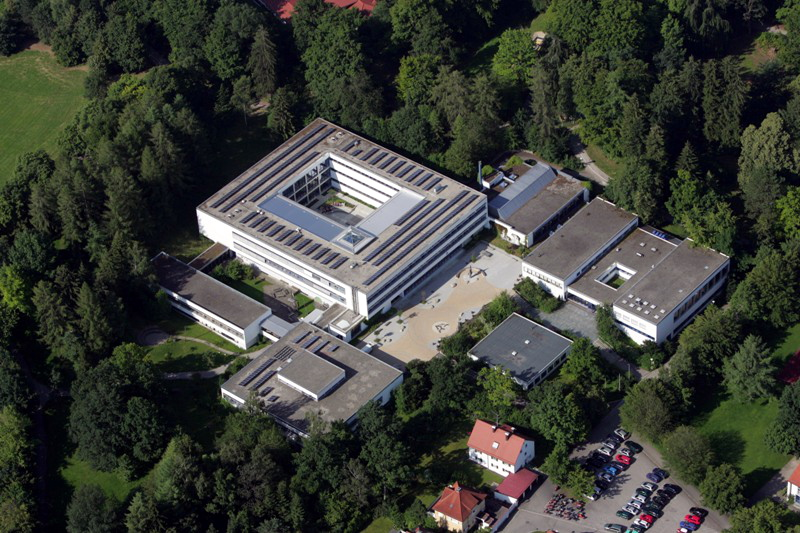
Allgäu-Gymnasium Kempten
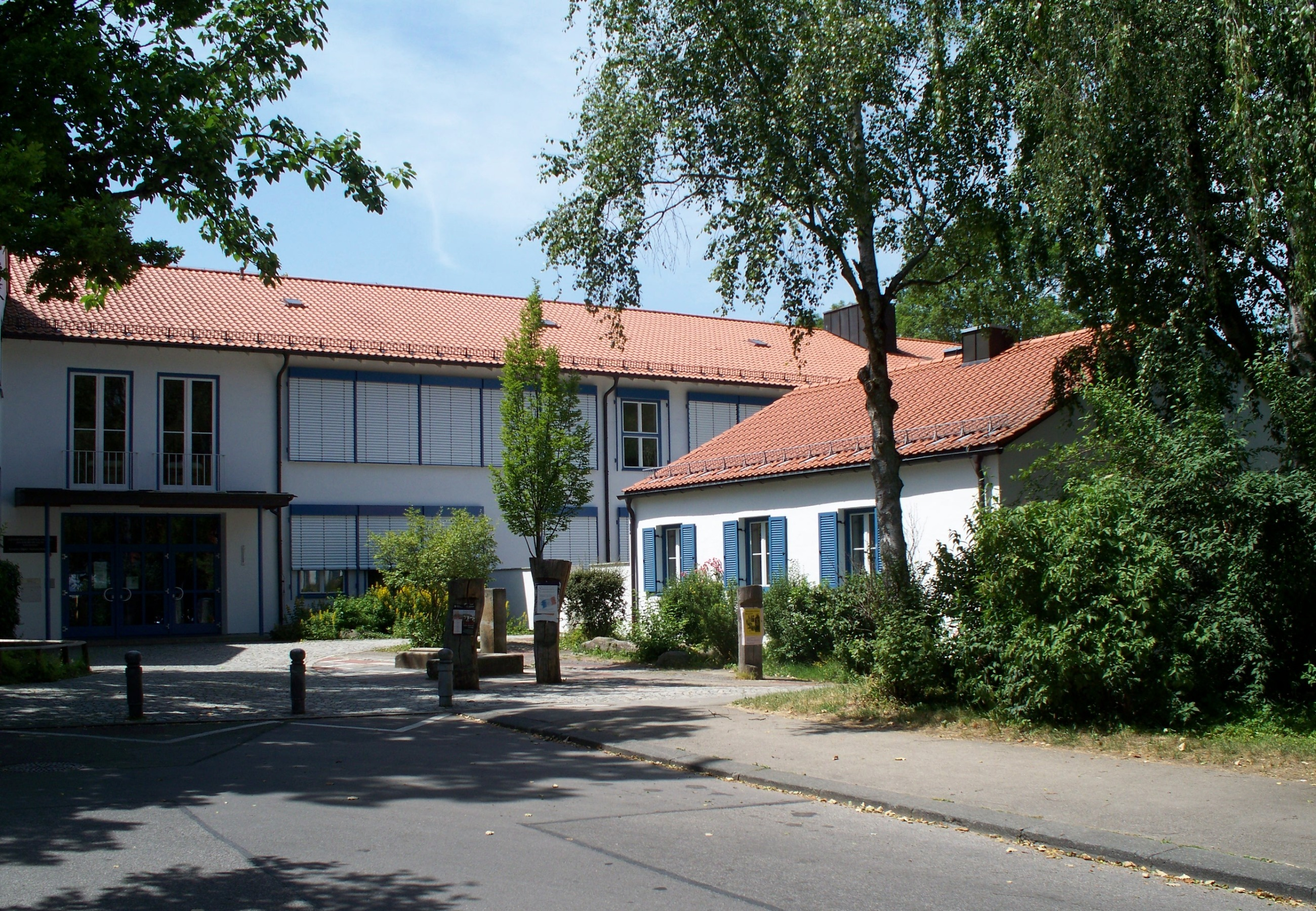
Volksschule am Haubenschloß ⊙
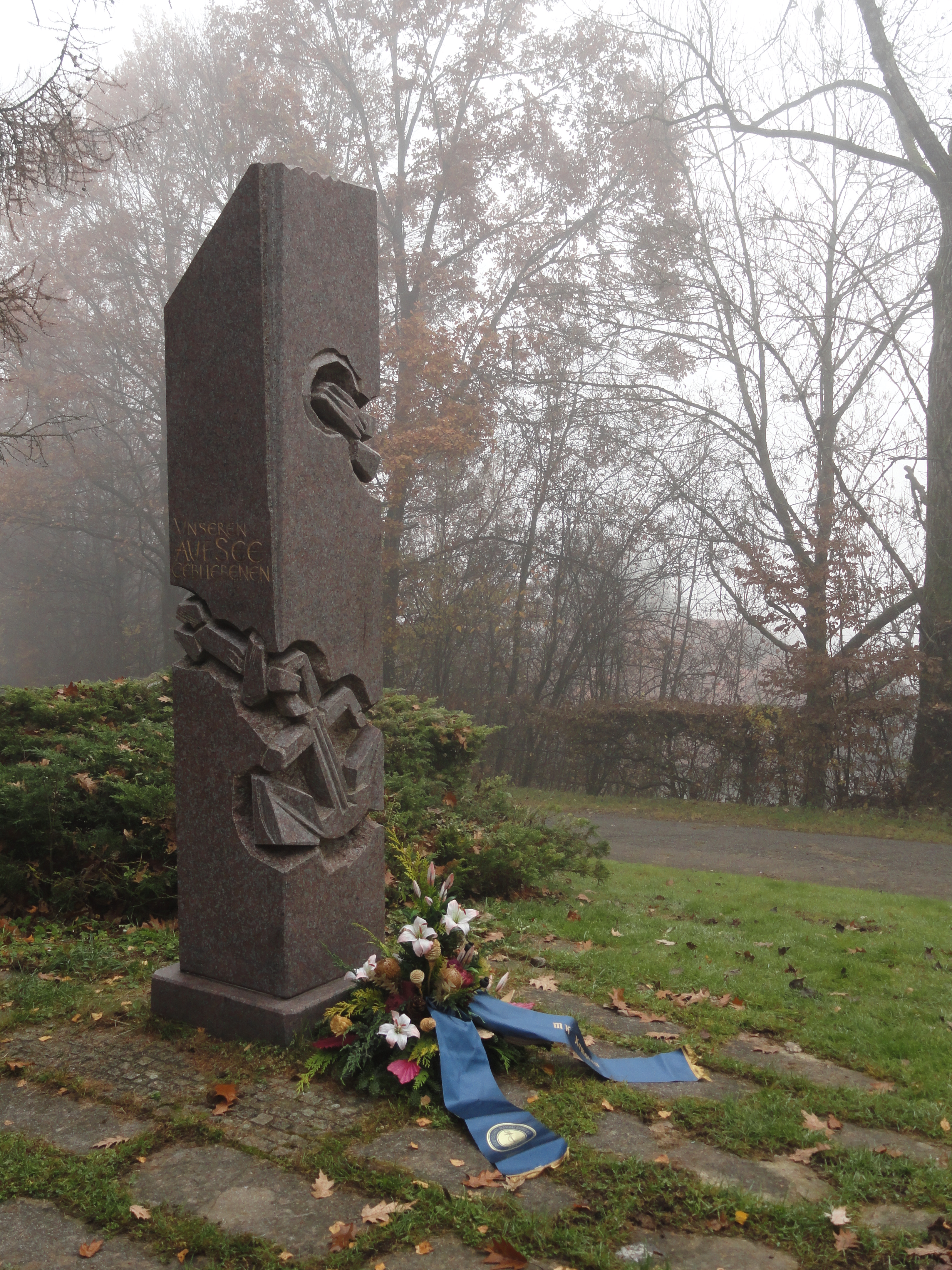
Marinedenkmal ⊙